# Venas advehentes
Las venas advehentes (TA: venae advehentes) son conductos venosos del embrión incipiente que llevan sangre hacia los sinusoides del hígado. Más tarde se convierten en la vena porta.

## Imágenes adicionales

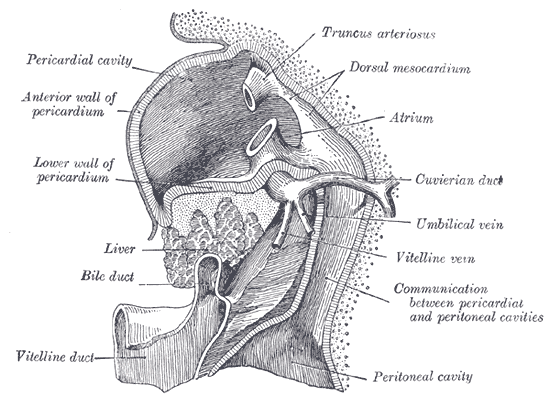
Hígado con el septum transversum en un embrión de 3 mm.